# Thuidium latifolium
Thuidium latifolium là một loài rêu trong họ Thuidiaceae. Loài này được (Sande Lac.) Broth. mô tả khoa học đầu tiên năm 1899.